# Tigerblomflugor
Tigerblomflugor (Temnostoma) är ett släkte i familjen blomflugor. De är relativt stora och påminner mycket om getingar.

## Kännetecken
Tigerblomflugor är ganska stora blomflugor med en längd på 12 till 18 millimeter. Deras gulsvarta teckning gör att de påminner mycket om getingar (se mimikry). Om de blir hotade sträcker de fram sina framfötter för att imitera getingarnas långa antenner. Ryggskölden är svart med arttypiska gula teckningar. Hanens ögon är inte helt sammanstötande utan skiljs av en smal strimma. Antennerna är gulaktiga med nakna antennborst. Vingarna är ofta mörkt tonade.

## Levnadssätt
Tigerblomflugor lever i sumpskogar med gott om blöta lågor av till exempel björk och asp. Här utvecklas larverna i veden som inte ska vara alltför murken utan fortfarande hård. Larvutvecklingen tar ofta flera år. De vuxna flugorna besöker olika sorters blommor.

## Utbredning
Det finns 23 arter i släktet varav 14 i palearktis och 7 i Europa. I Nordamerika finns 8 arter och i den orientaliska regionen 2 arter. Samtliga 7 europeiska arter har även påträffats i Norden

### Arter i Norden
Följande sju arter förekommer i Norden varav sex i Sverige.
| Svenskt namn         | Vetenskapligt namn  | Utbredning i Norden                                    |
| -------------------- | ------------------- | ------------------------------------------------------ |
| smal tigerfluga      | T. angustistriatum  | Finland samt en lokal i Norge. Ej påträffad i Sverige. |
| ljus tigerfluga      | T. apiforme         | Större delen av Norden.                                |
| ängstigerfluga       | T. bombylans        | Skåne till Västmanland samt Danmark.                   |
| tajgatigerfluga      | T. carens           | Enstaka fynd i Sverige och Finland.                    |
| boktigerfluga        | T. meridionale      | Södra Götaland och på Själland.                        |
| bälttigerfluga       | T. sericomyiaeforme | Enstaka fynd i större delen av Norden.                 |
| getinglik tigerfluga | T. vespiforme       | Större delen av Norden.                                |

## Systematik
Närmast besläktade med tigerblomflugorna är trädblomflugorna (Spilomyia).

## Etymologi
Det vetenskapliga namnet Temnostoma betyder 'med kluven mun' på grekiska.